# إرفينغ إتش بارتليت
إرفينغ إتش بارتليت (بالإنجليزية: Irving H. Bartlett) هو مؤرخ أمريكي، ولد في 1923، وتوفي في 1 يوليو 2006 في هينغهام في الولايات المتحدة.